# Rajabhat-Universität Lampang
Die Rajabhat-Universität Lampang (thailändisch มหาวิทยาลัยราชภัฏลำปาง, im englischen Sprachgebrauch Lampang Rajabhat University, kurz LPRU) ist eine öffentliche Universität im Rajabhat-System von Thailand.

## Lage
Das Universitätsgelände liegt im Landkreis (Amphoe) Mueang Lampang, der Provinz Lampang. Lampang liegt in Nordthailand.

## Geschichte
Die Rajabhat-Universität Lampang wurde 1971 als Lehrerkolleg gegründet, sie erhielt 2004 den Status einer Universität.

### Symbole
Das Emblem der Universität besteht aus den Farben Blau, Grün, Gold, Orange und Weiß, wobei jede Farbe eine eigene Bedeutung hat:
- Das Blau steht für das Königtum und stellt den Bezug her, dass der Name Rajabhat Universitäten vom König stammt.
- Das Grün steht für die 40 Standorte der Rajabhat-Universitäten und die auserlesene natürliche Umgebung.
- Das Gold bedeutet Intellektuellen Reichtum.
- Das Orange steht für die lokalen Künste und kulturellen Verzierung aller Rajabhat Universitäts-Standorte.

## Akademische Einrichtungen
Die Universität besitzt sechs Fakultäten mit 6 Bachelor- / 4 Master-Studiengängen und einem PHD Programm, weiterhin unterhält die Universität zwei Institute.
- Fakultät für Lehramt
- Fakultät für Naturwissenschaften
- Fakultät für Betriebswirtschaft und Management
- Fakultät für Human- und Sozialwissenschaften
- Fakultät für Industrietechnologie
- Fakultät für Agrartechnologie
- Institut für Forschung und Entwicklung
- Institut für Kunst und Kultur